# Neoserica ovata
Neoserica ovata är en skalbaggsart som beskrevs av Moser 1915. Neoserica ovata ingår i släktet Neoserica och familjen Melolonthidae. Inga underarter finns listade i Catalogue of Life.